# Fifth Third Charleston 2024
Il Fifth Third Charleston 2024, sponsorizzato da Fifth Third Bank, è un torneo femminile di tennis giocato sul cemento. È la 2ª edizione del torneo che fa parte della categoria WTA 125 nell'ambito del WTA Challenger Tour 2024. La prima edizione disputata nel 2021 si è giocata sulla terra verde, ma per questa edizione la superficie è cambiata al cemento. Si gioca all'LTP Mount Pleasant di Charleston negli Stati Uniti d'America dall'11 al 16 marzo 2024.

## Partecipanti al singolare

### Teste di serie
| Nazionalità | Giocatrice             | Ranking* | Testa di serie |
| ----------- | ---------------------- | -------- | -------------- |
| Francia     | Clara Burel            | 47       | 1              |
| Paesi Bassi | Arantxa Rus            | 48       | 2              |
| Italia      | Martina Trevisan       | 59       | 3              |
| Italia      | Elisabetta Cocciaretto | 60       | 4              |
| Cina        | Zhu Lin                | 62       | 5              |
| Cina        | Wang Yafan             | 66       | 6              |
|             | Diana Šnajder          | 74       | 7              |
| Germania    | Tamara Korpatsch       | 76       | 8              |
| Giappone    | Nao Hibino             | 80       | 9              |

* Ranking al 4 marzo 2024.

### Altre partecipanti
Le seguenti giocatrici hanno ricevuto una wild card per il tabellone principale:
- Louisa Chirico
- Dalayna Hewitt
- Maria Mateas
- Madison Sieg

Le seguenti giocatrici sono passate dalle qualificazioni:
- Ėrika Andreeva
- Marina Bassols Ribera
- Olivia Gadecki
- McCartney Kessler

La seguente giocatrice è entrata in tabellone come lucky loser:
- Mai Hontama

### Ritiri
Prima del torneo
- Clara Burel → sostituita da  Mai Hontama

## Partecipanti al doppio

### Teste di serie
| Nazione    | Giocatrice       | Nazione       | Giocatrice        | Rank1 | Seed |
| ---------- | ---------------- | ------------- | ----------------- | ----- | ---- |
|            | Irina Chromačëva | Romania       | Monica Niculescu  | 99    | 1    |
| Ucraina    | Nadiia Kičenok   | Taipei cinese | Wu Fang-hsien     | 112   | 2    |
| Kazakistan | Anna Danilina    | Cina          | Zhang Shuai       | 112   | 3    |
| Italia     | Sara Errani      | Slovacchia    | Tereza Mihalíková | 120   | 4    |

* Ranking al 4 marzo 2024.

### Altre partecipanti
Le seguenti giocatrici hanno ricevuto una wild card per il tabellone principale:
- Dalayna Hewitt /  Maria Mateas

## Campionesse

### Singolare
Elisabetta Cocciaretto ha sconfitto in finale  Diana Šnajder con il punteggio di 6-3, 6-2.

### Doppio
Olivia Gadecki /  Olivia Nicholls hanno sconfitto in finale  Sara Errani /  Tereza Mihalíková con il punteggio di 6-2, 6-1.